# Stadio Avanhard (Užhorod)
Lo stadio Avanhard (in ucraino Стадіон Авангард?, Stadion Avanhard) è un impianto sportivo situato a Užhorod. Lo stadio è usato per le gare casalinghe dell'Užhorod e, dal 2020, del Mynaj. In precedenza, ha ospitato le gare interne del Hoverla. L'impianto, inaugurato nel 1952, ha una capienza di 12 000 spettatori.

## Football americano
L'8 ottobre 2016 ha ospitato la finale del campionato nazionale di football americano ucraino.
| Užhorod 8 ottobre 2016 | Minsk Zubrs | 24 – 14 (0-6 7-0 7-8 10-0) referto | Kiev Bandits | Stadio Avanhard |